# Shonga
Shonga és una ciutat de Nigèria, a l'estat de Kwara, capital d'una Local Government Area (LGA) i la capital de l'emirat tradicional de Shonga fundat el 1858. La població de la ciutat és de majoria nupe amb alguns fulanis i altres minories.